# Jerzy Hryniewski
Jerzy Hryniewski, rodným jménem Mikołaj Dolanowski (29. prosince 1895 Olszanka – 15. března 1978 Londýn) byl polský politik, předseda polské exilové vlády od 18. ledna do 13. května 1954.

## Život
Narodil se v ruském záboru Polska ve statkářské rodině. Vystudoval gymnázium v Oděse, poté studoval na Právnické fakultě Oděské univerzity. Od listopadu 1918 do února 1920 byl členem tajné Polské vojenské organizace (Polska Organizacja Wojskowa). Pracoval pro ni v Kyjevě a Oděse. Bojoval v jejích řadách i v polsko-sovětské válce, 11. září 1920 byl raněn při sabotážní akci u Terespolulu, poté byl styčným důstojníkem rumunské armády a vedoucím pobočky druhé divize vrchního velitelského štábu v Kišiněvě. Dne 1. února 1921 byl převelen do zálohy, 1. června 1923 byl povýšen na podporučíka pěchoty.
Od roku 1921 pracoval ve varšavské firmě Orient jako právní poradce a později jako předseda správní rady společnosti. V roce 1924 se stal zaměstnancem ministerstva dopravy a roku 1926 vedoucím sekretariátu ministra. V letech 1928–1932 zastával funkci generálního tajemníka Nestranického bloku pro spolupráci s vládou, což byla klíčová politická síla nového sanačního režimu. V roce 1930 byl zvolen poslancem Sejmu, mandát držel až do roku 1935. Byl členem komunikačního a námořního výboru. Dne 2. listopadu 1932 byl jmenován náměstkem ministra vnitra. Na tuto funkci rezignoval v létě 1934, z protestu proti zřízení tábora pro politické odpůrce ve městě Bereza Kartuska (dnes Bjaroza v Bělorusku). Od roku 1934 byl prezidentem Fondu práce, od roku 1937 ředitelem Městské spořitelny ve Varšavě, v roce 1939 byl prezidentem Unie komunálních spořitelen. V Městské spořitelně pracoval až do roku 1941.
Za druhé světové války se angažoval v odboji, v letech 1939–1940 byl zástupcem velitele tajné organizace Služba polského vítězství (Służba Zwycięstwu Polski), v letech 1942–1944 vedl revizní komisi velitelství Zemské armády. Byl jedním ze zakladatelů a členem redakční rady časopisu Myśl państwowa (1941), od roku 1942 byl předsedou vojenského oddělení odbojové organizace Úmluva organizací nezávislosti (Konwent Organizacji Niepodległościowych), v srpnu 1944 se stal předsedou její hlavní rady. Zúčastnil se Varšavského povstání a opustil město s civilním obyvatelstvem. Poté pobýval ve městech poblíž Varšavy (Milanówek, Podkowa Leśna), kde pracoval na sloučení Úmluvy organizací nezávislosti a Bojového polského tábora (Obóz Polski Walczącej). Po válce mu hrozilo zatčení, a tak odjel v září 1945 do Británie, poté žil též v Německu a USA.
Od roku 1947 žil trvale v Británii, kde začal používat jméno Jerzy Hryniewski. Byl jedním ze zakladatelů Ligy nezávislosti Polska (Liga Niepodległości Polski) a v letech 1948–1954 byl místopředsedou hlavního výkonného výboru této strany. V letech 1949 až 1950 byl členem třetí exilové Národní rady. Od září 1950 do prosince 1953 byl ministrem vnitra v exilové vládě Romana Odzierzynského. Byl jedním z iniciátorů vzniku Národní pokladny (od roku 1972 až do své smrti byl předsedou Hlavní komise Národní pokladny). V roce 1951 byl iniciátorem založení Ústavu pro studium národnostních otázek. Dne 18. ledna 1954 se stal předsedou polské exilové vlády (navzdory nedostatečné podpoře své strany) a ve svém kabinetu také převzal portfolio vnitra a financí. Rezignoval v květnu 1954 a své funkce vykonával až do srpna téhož roku. Jeho rezignace souvisela s rozkolem v Lize nezávislosti Polska. V následujících letech kvůli těmto sporům nezastával státní funkce, ale působil na Institutu Józefa Piłsudského v Londýně. Po smrti prezidenta Zaleského se účastnil jednání o sjednocení emigrace. V dubnu 1972 se stal členem Státní rady a jejím předsedou až do jejího rozpuštění v červenci 1972. Poté stál v čele Výboru pro přechodné období, který fungoval až do jmenování příští Národní rady. V roce 1972 též obnovil činnost v LNP a stal se jejím místopředsedou. Byl členem páté exilové Národní rady (1973–1978), v níž byl předsedou parlamentního klubu LNP.